# Tøj & Sko
Tøj & Sko var en dansk butikskæde. Kæden blev grundlagt i 1981 og havde på et tidspunkt 37 butikker i hele Danmark, som solgte tøj og sko til kvinder og børn til lave priser. Tøj & Sko var en del af Dansk Supermarked Gruppen A/S.
I 2012 lukkedes samtlige Tøj & Sko-butikker. Lukningen kom efter dårlige økonomiske resultater flere år i træk.

## Butikker
Pr. 19. marts 2010:
| Region             | Antal | By |
| ------------------ | ----- | --- |
| Region Hovedstaden | 12    | Birkerød, Frederikssund, Helsingør, Hillerød, København (Amagerbrogade, Nørrebro, Nørrebrogade, Sundby, Valby, Vesterbrogade, Østerbrogade), Rønne |
| Region Sjælland    | 10    | Holbæk, Kalundborg, Køge, Nakskov, Nykøbing F, Næstved, Ringsted, Roskilde, Slagelse, Vordingborg                                                  |
| Region Syddanmark  | 5     | Fredericia, Haderslev, Odense, Svendborg, Vejle |
| Region Midtjylland | 6     | Holstebro, Horsens, Randers, Silkeborg, Viborg, Aarhus                                                                                             |
| Region Nordjylland | 4     | Frederikshavn, Nykøbing M, Thisted, Aalborg |